# Indraprastha
La ville d'Indraprastha (en sanskrit : इन्‍द्रप्रस्‍थ, « la ville d'Indra ») est la capitale du royaume des Pândavas. Mentionnée dans le Mahâbhârata, une épopée, elle serait une ville de l'Inde antique. Sa localisation n'est pas connue avec précision, bien qu'elle soit souvent associée dans les textes avec Purana Qila. Elle serait donc située sur les rives de la rivière Yamunâ, près de l'actuelle capitale de l'Inde : New Delhi. Cependant, les fouilles archéologiques menées depuis les années 1950 n'ont pas réussi à mettre au jour les restes de cette cité prospère à l'architecture grandiose telle qu'elle est décrite dans le Mahâbhârata. Certains historiens, comme Upinder Singh, pensent même qu'il n'y a aucun moyen de savoir si les Pândavas ou leur capitale ont réellement existé.